# Steinshamn
Steinshamn is een plaats in de Noorse gemeente Sandøy, provincie Møre og Romsdal. Steinshamn telt 489 inwoners (2007) en heeft een oppervlakte van 0,69 km².